# Mariano Estanga Arias-Girón
Mariano Estanga Arias-Girón (Valladolid, 1867-Madrid, 1937) fue un arquitecto español. Fue director de la Sociedad de Edificaciones y Reformas Urbanas de Santa Cruz de Tenerife y arquitecto municipal de Santa Cruz de Tenerife. Socio fundador del Real Club Náutico de Tenerife y del Real Club de Golf de Tacoronte y presidente de Acción Popular. 

## Biografía
Arquitecto nacido en Valladolid. Llegó por casualidad a la isla de Tenerife ya que su hermano José María Estanga era comandante de Marina de la zona y lo invitó a pasar unas vacaciones en la isla. Impulsor del clasicismo, trabajó durante muchos años en la isla, donde proyectó edificios de signo claramente históricos y en ocasiones neogóticos. De la última tendencia son, El Hotel Quisiana en Santa Cruz de Tenerife, la fachada de la iglesia de Los Silos y el colegio de las Dominicas en La Laguna. Son destacables también el primitivo Casino de La Laguna (derruido), el teatro Guimerá, el Círculo Amistad XII de Enero (1904), la farmacia Castelo (1905), la clínica Pompeya (1910), el Hospital de Nuestra Señora de Los Desamparados y el Palacete Rodríguez Acero, con un destacable patio neonazarí y un salón principal neopompeyano. El último está considerado como el mejor edificio construido por el arquitecto vallisoletano y el más destacado exponente del modernismo canario. De estilo neoárabe fueron el palacete Coviella de Santa Cruz y alguna obra aislada en Triana Las Palmas de Gran Canaria.
Tras su matrimonio con Ángela Cologán de Ponte natural de La Orotava y perteneciente a una rica familia aristocrática, Estanga empezó a dedicar la mayor parte de su tiempo a la  administración de las fincas de cultivo familiares, abandonando paulatinamente la práctica de la arquitectura con cuarenta y ocho años de edad. Poco a poco, acabó implicándose en la política, empezando con su nombramiento como presidente de la agrupación Acción Popular Agraria en 1914. Finalmente, tuvo un papel muy destacado en Tenerife dentro de los movimientos conservadores ligados a la propiedad de la tierra durante la Segunda República española. Antes del estallido de la Guerra Civil, tuvo que huir a Madrid donde murió en 1937 en la indigencia.

## Premios
Fue nombrado Hijo Predilecto de La Villa de Los Silos en 2017.